# Henri Giffard

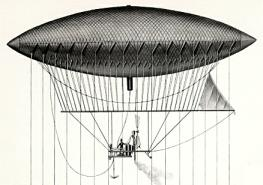
En av Giffards konstruktioner på ett luftskepp.

Henri Giffard, född 8 januari 1825 i Paris, död april 1882, var en fransk ingenjör och pionjär inom konstruktionen av luftskepp
Efter avslutade studier vid Sorbonne väcktes hans intresse för luftfarkoster. När han lyckades tillverka en ångmaskin som endast vägde 150 kilogram och gav 3 hästkrafter såg han en möjlighet att kombinera Pierre Julliots fjäderdrivna luftskeppsmodell med sin ångmaskin.
Flygkroppen byggdes avlång med spetsar i bägge ändar. Längden var 43,6 meter med en största diameter på 12,2 meter, den rymde 2 500 m3 lysgas. I ett flertal rep fästa i flygkroppen hängde en gondol där ångmaskinen placerades. Via en axel drev ångmaskinen en tvåbladig propeller. Lyftkraften för farkosten var 1 750 kilogram, den vägde 1 420 kilogram, kvar för last (förare, bränsle och vatten) var 320 kilogram.
24 september 1852 startade han med luftskeppet som nu fått namnet Dirigible från Paris Hippodrom. Han flög med en fart av 8 km/h och kunde under flygningen utföra svängar och han genomförde även en 360 graders sväng. Efter 27 kilometers flygning landade han i Trapps. På grund av motvind kunde man inte återvända till Paris luftvägen, men Giffard ansåg att med en starkare motor låg framtiden för att underlätta transporterna i luftskeppen.
Han tillverkade 1878 ett större luftskepp som kunde bära 40 passagerare, men vid starten exploderade farkosten, genom ett under klarade han livhanken.
När Giffard drabbades av synproblem bestämde han sig för att ta sitt eget liv. Han testamenterade sina tillgångar till vetenskapens froma. När Eiffeltornet byggdes var hans namn ett bland 72 framstående fransmän som förärades att få sitt namn uppsatt i tornet.